# Ани (буква)
Ани (ა, груз. ანი) — первая буква современного грузинского алфавита.

## Использование
В грузинском языке обозначает звук [a]. Числовое значение в изопсефии — 1 (один). В словах ани может образовывать буквосочетания с любой из 33-х букв грузинского алфавита без исключения.
Также используется в грузинском варианте лазского алфавита, используемом в Грузии. В латинице, используемой в Турции, ей соответствует a.
Ранее использовалась в абхазском (1937—1954) и осетинском (1938—1954) алфавитах на основе грузинского письма, после их перевода на кириллицу в обоих случаях была заменена на а.
Во всех системах романизации грузинского письма передаётся как a. В грузинском шрифте Брайля букве соответствует символ ⠁ (U+2801).

### Слова на букву ани

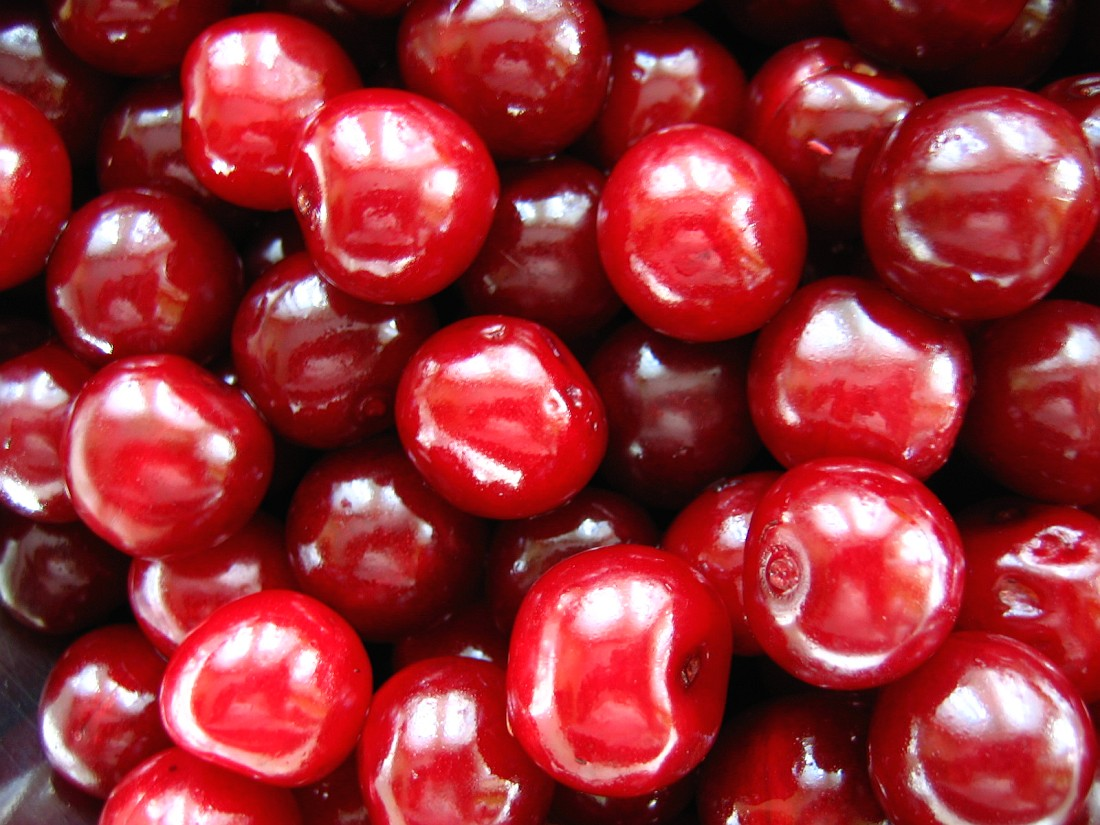
ალუბალი (алубали) — вишня
ახალქალაქი (Ахалкалаки) — город в Грузии

### Грамматика
- Ам — указательное местоимение «этот».
- Ан — разделительный союз «или».
- Ар — отрицательная частица «не».
- Арис — глагол-связка «есть» 3-го лица ед.ч.
- Акх — указательное местоимение «тут», «здесь».

## Написание
| Асомтаврули | Нусхури | Мхедрули |
| ----------- | ------- | -------- |
|             |         |          |

### Порядок начертания
| Асомтаврули | Нусхури | Мхедрули |
| ----------- | ------- | -------- |
|             |         |          |

## Кодировка
Ани асомтаврули и ани мхедрули включены в стандарт Юникод начиная с самой первой его версии (1.0.0) в блоке «Грузинское письмо» (англ. Georgian) под шестнадцатеричными кодами U+10A0 и U+10D0 соответственно.
Ани нусхури была добавлена в Юникод в версии 4.1 в блок «Дополнение к грузинскому письму» (англ. Georgian Supplement) под шестнадцатеричным кодом U+2D00; до этого она была унифицирована с ани мхедрули.
Ани мтаврули была включена в Юникод в версии 11.0 в блок «Расширенное грузинское письмо» (англ. Georgian Extended) под шестнадцатеричным кодом U+1C90.